# Bennington County
Bennington County är ett administrativt området i delstaten Vermont, USA. Bennington är ett av fjorton countyn i staten och ligger i den sydvästra delen av Vermont. År 2010 hade Bennington County 37 125 invånare. De administrativa huvudorterna (county seat) är Manchester och Bennington. 

## Geografi
Enligt United States Census Bureau har countyt en total area på 1 755 km². 1 751 km² av den arean är land och 4 km² är vatten. 

### Angränsande countyn
- Rutland County - nord
- Windsor County - nordöst
- Windham County - öst
- Franklin County, Massachusetts - sydöst
- Berkshire County, Massachusetts - syd
- Rensselaer County, New York - sydväst
- Washington County, New York - nordväst